# 即墨市开发区中学
即墨市开发区中学，曾名即墨镇中心中学、东关中学，是山东省即墨市的一所初级中等学校。

## 位置及设施
即墨市开发区中学新校区位于山东省即墨市经济开发区，于2000年左右落成。